# جوردن باترسون
جوردن باترسون (بالإنجليزية: Jordan Patterson)‏ هو لاعب كرة قاعدة أمريكي، ولد في 12 فبراير 1992 في موبيل في الولايات المتحدة.

## وصلات خارجية
- جوردن باترسون على موقع دوري كرة القاعدة الرئيسي (الإنجليزية)
- جوردن باترسون على موقعبيزبول رفرنس.كوم (الدوري الرئيسي) (الإنجليزية)
- جوردن باترسون على موقعبيزبول رفرنس.كوم (الدوري الثانوي) (الإنجليزية)
- جوردن باترسون على موقع إي إس بي إن.كوم (أم.أل.بي) (الإنجليزية)
- جوردن باترسون على موقع مشجعي الرسوم البيانية (الإنجليزية)